# 相澤虎之助
相澤 虎之助（あいざわ とらのすけ、1974年3月5日 - ）は、日本の映画監督、脚本家。空族の一員である。
脚本作品に『サウダーヂ』、監督作品に『バビロン2 THE OZAWA』 などがある。

## フィルモグラフィー
- 花物語バビロン（1997年） - 監督
- かたびら街（2003年） - 監督
- 国道20号線（2006年） - 脚本
- サウダーヂ（2011年） - 脚本
- バビロン2 THE OZAWA（2012年） - 監督・脚本・編集
- バンコクナイツ（2017年） - 脚本
- 菊とギロチン（2018年） - 脚本 瀬々敬久と共同